# Lista planetelor minore/3801–3900
Aceasta este Lista planetelor minore/3801–3900; pentru a naviga prin lista completă vezi Lista planetelor minore.
Pentru ale detalii vezi și Proiect:Astronomie sau Portal:Astronomie.
| Nume               | Denumire provizorie | Data descoperirii  | Locul descoperirii        | Descoperitor(i)                                        |
| ------------------ | ------------------- | ------------------ | ------------------------- | ------------------------------------------------------ |
| 3801 Thrasymedes   | 1985 VS             | 6 noiembrie 1985   | Kitt Peak                 | Spacewatch                                             |
| 3802 Dornburg      | 1986 PJ4            | 7 august 1986      | Tautenburg Observatory⁠(d) | F. Börngen                                             |
| 3803 Tuchkova      | 1981 TP1            | 2 octombrie 1981   | Nauchnij⁠(d)               | L. V. Juravliova                                       |
| 3804 Drunina       | 1969 TB2            | 8 octombrie 1969   | Nauchnij                  | L. I. Cernîh                                           |
| 3805 Goldreich     | 1981 DK3            | 28 februarie 1981  | Siding Spring             | S. J. Bus                                              |
| 3806 Tremaine      | 1981 EW32           | 1 martie 1981      | Siding Spring             | S. J. Bus                                              |
| 3807 Pagels        | 1981 SE1            | 26 septembrie 1981 | Anderson Mesa             | B. A. Skiff⁠(d), N. G. Thomas⁠(d)                        |
| 3808 Tempel        | 1982 FQ2            | 24 martie 1982     | Tautenburg Observatory⁠(d) | F. Börngen                                             |
| 3809 Amici         | 1984 FA             | 26 martie 1984     | Bologna⁠(d)                | Osservatorio San Vittore⁠(d)                            |
| 3810 Aoraki        | 1985 DX             | 20 februarie 1985  | Lake Tekapo⁠(d)            | A. C. Gilmore⁠(d), P. M. Kilmartin⁠(d)                   |
| 3811 Karma         | 1953 TH             | 13 octombrie 1953  | Turku                     | L. Oterma                                              |
| 3812 Lidaksum      | 1965 AK1            | 11 ianuarie 1965   | Nanking⁠(d)                | Purple Mountain Observatory⁠(d)                         |
| 3813 Fortov        | 1970 QA1            | 30 august 1970     | Nauchnij⁠(d)               | T. M. Smirnova                                         |
| 3814 Hoshi-no-mura | 1981 JA             | 4 mai 1981         | Tōkai                     | T. Furuta⁠(d)                                           |
| 3815 König         | 1959 GG             | 15 aprilie 1959    | Heidelberg                | A. König, G. Jackisch⁠(d), W. Wenzel⁠(d)                 |
| 3816 Chugainov     | 1975 VG9            | 8 noiembrie 1975   | Nauchnij⁠(d)               | N. S. Cernîh                                           |
| 3817 Lencarter     | 1979 MK1            | 25 iunie 1979      | Siding Spring             | E. F. Helin, S. J. Bus                                 |
| 3818 Gorlitsa      | 1979 QL8            | 20 august 1979     | Nauchnij⁠(d)               | N. S. Cernîh                                           |
| 3819 Robinson      | 1983 AR             | 12 ianuarie 1983   | Anderson Mesa             | B. A. Skiff⁠(d)                                         |
| 3820 Sauval        | 1984 DV             | 25 februarie 1984  | La Silla                  | H. Debehogne                                           |
| 3821 Sonet         | 1985 RC3            | 6 septembrie 1985  | La Silla                  | H. Debehogne                                           |
| 3822 Segovia       | 1988 DP1            | 21 februarie 1988  | Geisei⁠(d)                 | T. Seki                                                |
| 3823 Yorii         | 1988 EC1            | 10 martie 1988     | Yorii⁠(d)                  | M. Arai⁠(d), H. Mori⁠(d)                                 |
| 3824 Brendalee     | 1929 TK             | 5 octombrie 1929   | Flagstaff⁠(d)              | C. W. Tombaugh                                         |
| 3825 Nürnberg      | 1967 UR             | 30 octombrie 1967  | Hamburg-Bergedorf         | L. Kohoutek                                            |
| 3826 Handel        | 1973 UV5            | 27 octombrie 1973  | Tautenburg Observatory⁠(d) | F. Börngen                                             |
| 3827 Zdeněkhorský  | 1986 VU             | 3 noiembrie 1986   | Kleť                      | A. Mrkos                                               |
| 3828 Hoshino       | 1986 WC             | 22 noiembrie 1986  | Toyota                    | K. Suzuki, T. Urata                                    |
| 3829 Gunma         | 1988 EM             | 10 martie 1988     | Chiyoda⁠(d)                | T. Kojima⁠(d)                                           |
| 3830 Trelleborg    | 1986 RL             | 11 septembrie 1986 | Brorfelde⁠(d)              | P. Jensen⁠(d)                                           |
| 3831 Pettengill    | 1986 TP2            | 7 octombrie 1986   | Anderson Mesa             | E. Bowell                                              |
| 3832 Shapiro       | 1981 QJ             | 30 august 1981     | Anderson Mesa             | E. Bowell                                              |
| 3833 Calingasta    | 1971 SC             | 27 septembrie 1971 | El Leoncito⁠(d)            | J. Gibson⁠(d), C. U. Cesco⁠(d)                           |
| 3834 Zappafrank    | 1980 JE             | 11 mai 1980        | Kleť                      | L. Brožek⁠(d)                                           |
| 3835 Korolenko     | 1977 SD3            | 23 septembrie 1977 | Nauchnij⁠(d)               | N. S. Cernîh                                           |
| 3836 Lem           | 1979 SR9            | 22 septembrie 1979 | Nauchnij                  | N. S. Cernîh                                           |
| 3837 Carr          | 1981 JU2            | 6 mai 1981         | Palomar                   | C. S. Shoemaker                                        |
| 3838 Epona         | 1986 WA             | 27 noiembrie 1986  | Palomar                   | A. Maury⁠(d)                                            |
| 3839 Bogaevskij    | 1971 OU             | 26 iulie 1971      | Nauchnij⁠(d)               | N. S. Cernîh                                           |
| 3840 Mimistrobell  | 1980 TN4            | 9 octombrie 1980   | Palomar                   | C. S. Shoemaker                                        |
| 3841 Dicicco       | 1983 VG7            | 4 noiembrie 1983   | Anderson Mesa             | B. A. Skiff⁠(d)                                         |
| 3842 Harlansmith   | 1985 FC1            | 21 martie 1985     | Anderson Mesa             | E. Bowell                                              |
| 3843 OISCA         | 1987 DM             | 28 februarie 1987  | Gekko⁠(d)                  | Y. Oshima⁠(d)                                           |
| 3844 Lujiaxi       | 1966 BZ             | 30 ianuarie 1966   | Nanking⁠(d)                | Purple Mountain Observatory⁠(d)                         |
| 3845 Neyachenko    | 1979 SA10           | 22 septembrie 1979 | Nauchnij⁠(d)               | N. S. Cernîh                                           |
| 3846 Hazel         | 1980 TK5            | 9 octombrie 1980   | Palomar                   | C. S. Shoemaker                                        |
| 3847 Šindel        | 1982 DY1            | 16 februarie 1982  | Kleť                      | A. Mrkos                                               |
| 3848 Analucia      | 1982 FH3            | 21 martie 1982     | La Silla                  | H. Debehogne                                           |
| 3849 Incidentia    | 1984 FC             | 31 martie 1984     | Anderson Mesa             | E. Bowell                                              |
| 3850 Peltier       | 1986 TK2            | 7 octombrie 1986   | Anderson Mesa             | E. Bowell                                              |
| 3851 Alhambra      | 1986 UZ             | 30 octombrie 1986  | Geisei⁠(d)                 | T. Seki                                                |
| 3852 Glennford     | 1987 DR6            | 24 februarie 1987  | La Silla                  | H. Debehogne                                           |
| 3853 Haas          | 1981 WG1            | 24 noiembrie 1981  | Anderson Mesa             | E. Bowell                                              |
| 3854 George        | 1983 EA             | 13 martie 1983     | Palomar                   | C. S. Shoemaker                                        |
| 3855 Pasasymphonia | 1986 NF1            | 4 iulie 1986       | Palomar                   | E. F. Helin                                            |
| 3856 Lutskij       | 1976 QX             | 26 august 1976     | Nauchnij⁠(d)               | N. S. Cernîh                                           |
| 3857 Cellino       | 1984 CD1            | 8 februarie 1984   | Anderson Mesa             | E. Bowell                                              |
| 3858 Dorchester    | 1986 TG             | 3 octombrie 1986   | Brorfelde⁠(d)              | P. Jensen⁠(d)                                           |
| 3859 Börngen       | 1987 EW             | 4 martie 1987      | Anderson Mesa             | E. Bowell                                              |
| 3860 Plovdiv       | 1986 PM4            | 8 august 1986      | Smolyan⁠(d)                | E. W. Elst, V. G. Ivanova⁠(d)                           |
| 3861 Lorenz        | A910 FA             | 30 martie 1910     | Heidelberg                | J. Helffrich⁠(d)                                        |
| 3862 Agekian       | 1972 KM             | 18 mai 1972        | Nauchnij⁠(d)               | T. M. Smirnova                                         |
| 3863 Gilyarovskij  | 1978 SJ3            | 26 septembrie 1978 | Nauchnij                  | L. V. Juravliova                                       |
| 3864 Søren         | 1986 XF             | 6 decembrie 1986   | Brorfelde⁠(d)              | P. Jensen⁠(d)                                           |
| 3865 Lindbloom     | 1988 AY4            | 13 ianuarie 1988   | La Silla                  | H. Debehogne                                           |
| 3866 Langley       | 1988 BH4            | 20 ianuarie 1988   | La Silla                  | H. Debehogne                                           |
| 3867 Shiretoko     | 1988 HG             | 16 aprilie 1988    | Kitami⁠(d)                 | M. Yanai⁠(d), K. Watanabe⁠(d)                            |
| 3868 Mendoza       | 4575 P-L            | 24 septembrie 1960 | Palomar                   | C. J. van Houten, I. van Houten-Groeneveld, T. Gehrels |
| 3869 Norton        | 1981 JE             | 3 mai 1981         | Anderson Mesa             | E. Bowell                                              |
| 3870 Mayré         | 1988 CG3            | 13 februarie 1988  | La Silla                  | E. W. Elst                                             |
| 3871 Reiz          | 1982 DR2            | 18 februarie 1982  | La Silla                  | R. M. West⁠(d)                                          |
| 3872 Akirafujii    | 1983 AV             | 12 ianuarie 1983   | Anderson Mesa             | B. A. Skiff⁠(d)                                         |
| 3873 Roddy         | 1984 WB             | 21 noiembrie 1984  | Palomar                   | C. S. Shoemaker                                        |
| 3874 Stuart        | 1986 TJ1            | 4 octombrie 1986   | Anderson Mesa             | E. Bowell                                              |
| 3875 Staehle       | 1988 KE             | 17 mai 1988        | Palomar                   | E. F. Helin                                            |
| 3876 Quaide        | 1988 KJ             | 19 mai 1988        | Palomar                   | E. F. Helin                                            |
| 3877 Braes         | 3108 P-L            | 24 septembrie 1960 | Palomar                   | C. J. van Houten, I. van Houten-Groeneveld, T. Gehrels |
| 3878 Jyoumon       | 1982 VR4            | 14 noiembrie 1982  | Kiso⁠(d)                   | H. Kosai⁠(d), K. Hurukawa⁠(d)                            |
| 3879 Machar        | 1983 QA             | 16 august 1983     | Kleť                      | Z. Vávrová⁠(d)                                          |
| 3880 Kaiserman     | 1984 WK             | 21 noiembrie 1984  | Palomar                   | C. S. Shoemaker, E. M. Shoemaker                       |
| 3881 Doumergua     | 1925 VF             | 15 noiembrie 1925  | Algiers                   | V. P Jehovskii                                         |
| 3882 Johncox       | 1962 RN             | 7 septembrie 1962  | Brooklyn⁠(d)               | Indiana University⁠(d)                                  |
| 3883 Verbano       | 1972 RQ             | 7 septembrie 1972  | Nauchnij⁠(d)               | N. S. Cernîh                                           |
| 3884 Alferov       | 1977 EM1            | 13 martie 1977     | Nauchnij                  | N. S. Cernîh                                           |
| 3885 Bogorodskij   | 1979 HG5            | 25 aprilie 1979    | Nauchnij                  | N. S. Cernîh                                           |
| 3886 Shcherbakovia | 1981 RU3            | 3 septembrie 1981  | Nauchnij                  | N. S. Cernîh                                           |
| 3887 Gerstner      | 1985 QX             | 22 august 1985     | Kleť                      | A. Mrkos                                               |
| 3888 Hoyt          | 1984 FO             | 28 martie 1984     | Palomar                   | C. S. Shoemaker                                        |
| 3889 Menshikov     | 1972 RT3            | 6 septembrie 1972  | Nauchnij⁠(d)               | L. V. Juravliova                                       |
| 3890 Bunin         | 1976 YU5            | 18 decembrie 1976  | Nauchnij                  | L. I. Cernîh                                           |
| 3891 Werner        | 1981 EY31           | 3 martie 1981      | Siding Spring             | S. J. Bus                                              |
| 3892 Dezsö         | 1941 HD             | 19 aprilie 1941    | Turku                     | L. Oterma                                              |
| 3893 DeLaeter      | 1980 FG12           | 20 martie 1980     | Perth Observatory⁠(d)      | M. P. Candy⁠(d)                                         |
| 3894 Williamcooke  | 1980 PQ2            | 14 august 1980     | Perth Observatory         | P. Jekabsons⁠(d), M. P. Candy⁠(d)                        |
| 3895 Earhart       | 1987 DE             | 23 februarie 1987  | Palomar                   | C. S. Shoemaker                                        |
| 3896 Pordenone     | 1987 WB             | 18 noiembrie 1987  | Chions                    | J. M. Baur⁠(d)                                          |
| 3897 Louhi         | 1942 RT             | 8 septembrie 1942  | Turku                     | Y. Väisälä⁠(d)                                          |
| 3898 Curlewis      | 1981 SF9            | 26 septembrie 1981 | Perth Observatory⁠(d)      | M. P. Candy⁠(d)                                         |
| 3899 Wichterle     | 1982 SN1            | 17 septembrie 1982 | Kleť                      | M. Mahrová⁠(d)                                          |
| 3900 Knežević      | 1985 RK             | 14 septembrie 1985 | Anderson Mesa             | E. Bowell                                              |